# День на роздуми
«День на роздуми» — науково-фантастичний роман українського радянського письменника Олександра Зими. Цей роман став єдиним науково-фантастичним романом письменника (до цього він опублікував два фантастичні оповідання). Письменник написав роман у середині 80-х років ХХ століття, проте виданий він був уже після смерті автора у 1986 році, в 1987 році. Єдиний випуск роману вийшов у видавництві «Радянський письменник» у 1987 році тиражем у 65 тисяч екземплярів. Роман написаний вже в період закінчення холодної війни і початку розрядки міжнародної напруженості (зокрема, в романі згадується звільнення і реабілітація академіка Сахарова), проте в ньому ще спостерігається відгомін ідеологічного протистояння двох таборів — капіталістичного і соціалістичного. У романі на фоні фантастичного сюжету — виявлення та дослідження вченими різних країн нового виду енергії, названого гравіталом, обговорюється й відповідальність не тільки вчених, а й усього людства, за розвиток новітніх технологій, використання яких у військовій справі може призвести до загибелі всього живого на Землі.

## Сюжет роману
Роман розпочинається із опису розмови двох американських фізиків Х'ю Вундстона і Малькольна Макларена, один із яких (Вундстон) є керівником лабораторії в Нью-Йоркському університеті, а Макларен є його підлеглим і ад'юнкт-професором у цьому ж університеті. Під час розмови Х'ю, який показаний у романі більше як науковий керівник, американець вкрай консервативних поглядів та навіть частково расист (не любить афроамериканців), який бажає розкішного життя як у місцевих мільйонерів, повідомляє Малькольну, що тепер вони будуть працювати у приватній лабораторії мільярдера Дейвіда Рассела, який цікавиться новими видами енергії, а особливо гравіталом, над відкриттям і вивченням якого працюють у світі лише двоє вчених — Малькольн і радянський вчений Павло Острожний з Києва. Після цього їх обох запрошують на віллу Рассела, де мільярдер повідомляє, що вкладає в обох учених по 10 мільйонів доларів з умовою, що честь відкриття гравіталу буде належати американському вченому.
Далі в романі паралельно описується радянський вчений з Києва Павло Острожний. Він українець, проте у значному ступені сприйняв російську культуру, хоча не цурається і рідної мови. Він також є прихильником радянського світогляду, але одночасно є талановитим та принциповим вченим. Від керівника наукового інституту він отримує повідомлення, що його обрано представником від СРСР до міжнародної фізичної лабораторії, в якій будуть досліджуватися нові види енергії. Працювати в лабораторії будуть представники 10 країн під егідою ЮНЕСКО, проте розміщена буде на території США. Туди запрошують лише одружених учених, тому Павло вирішує одружитись на своїй нареченій, всесвітньо відомій балерині Катерині Нещерет, яка завершує свою сценічну кар'єру. Павло дізнається, що від США в лабораторії буде працювати його давній товариш і суперник у науковому пошуку Малькольн Макларен, який перед цим прислав йому листа. Оскільки він знає, що Павло Острожний також цікавиться ідеєю розробки штучного інтелекту, то Малькольн також повідомляє у листі, що він цікавиться розробками відомої американської вченої-нейрофізіолога Хілди Брайнт, яка цікавиться пеленгуванням та розшифруванням людських думок, а також керуванням психіки великої кількості людей, аж до всесвітнього масштабу, а також запрошує Павла відвідати його та Х'ю Вундстона лабораторію.
Павло із Катериною відлітають до Сполучених Штатів. По дорозі в літаку вони знайомляться із ексцентричним мільйонером Роджером Оутсом, який заявляє, що є давнім шанувальником таланту Катерини, та заявляє, що готовий спеціально під неї набрати за його рахунок балетну трупу на її вибір. В аеропорту Павла Острожного і Катерину зустрічають Малькольн Макларен та його лаборантка Мері Куант, які оголошують про свої заручини, та запрошують на них подружжя Острожних. Після приїзду на віллу до Малькольма Катерину на деякий час викрадає дивакуватий сусід Малькольма Гленд, який має під землею підземну ферму, на якій вирощує екологічно чисту городину, та який за її допомогою хоче врятуватися від ядерної війни. Частину підземних володінь Гленда орендує Хілда Брайнт, яка навіть закупляє вирощені овочі в Гленда. До вілли прибуває Хілда Брайнт, яка розповідає про свою ідею випромінювання на людей електромагнітних хвиль для контролю за їх психікою із кнопкою для їх запуску в кабінеті президента, та дарує Катерині коштовну підвіску на шию. Ця підвіска негативно впливає на психіку Катерини, а вночі коштовні камені на ній світяться, і це спостерігав навіть сам Павло. Пізніше з тексту роману можна дізнатися, що ця підвіска — своєрідний пеленгатор думок Катерини та Павла, який має вловити вченого, коли він зробить відкриття хвиль гравіталу, щоб відразу передати їх американцям. Тим часом мільярдер Роберт Оулт приїжджає на віллу Малькольма та робить більш конкретну пропозицію Катерині про створення спеціально під неї балетної трупи. Павло прямо говорить Малькольму, що він запросив Острожного та Катерину не на свої заручини, а щоб їх побачила велика кількість «потрібних» людей, на що присутня Мері відповідає тим, що просить вибачення, та просить Павла дати дозвіл на зустріч їх двох сімей у дружньому колі перед від'їздом Павла і Катерини до дослідної лабораторії. Наступного дня Павло з Катериною відбувають до лабораторії, яка розміщена в пустелі на ранчо Доута. Вони прибувають на ранчо, де їх зустрічають сусіди по будинку японці — вчений-фізик Кукудзі Тонако і його дружина Тійока. Далі у романі описується розмова Вундстона із Тійокою Тонако, із якої з'ясовується, що вона також найнята стежити за Острожним, щоб відкриття нового виду енергії дісталось американцям та їх союзникам. Хілда Браянт з підручними продовжує свої експерименти над навіюванням потрібних нейроімпульсів великим групам людей.
Тим часом Павло Острожний розпочинає свої дослідження в підземній лабораторії на ранчо Доута. Тим часом із Малькольном Маклареном зустрічається мільярдер Дейвід Рассел, який повідомляє, що Павло Острожний, якщо відкриє енергію гравіталу першим, буде або вимушений передати своє відкриття американцям, або помре. Одночасно він підтвердив припущення Малькольма, що подружжя Острожних не тільки підслуховують, а й стараються читати їх думки. Після від'їзду від Макларена Рассел гине в загадковій автокатастрофі. Павло Острожний під час експерименту спостерігає хвилю гравіталу, проте у лабораторії відбувається аварія, і він отримує важкі травми та майже втрачає зір, і лише мистецтво медиків рятує йому життя та пам'ять. Американцям вдалось прочитати випромінювання мозку радянського вченого, і ці думки зумів розшифрувати Малькольм Макларен. Він проводить новий експеримент у своїй лабораторії, проте під час нього Малькольн гине, а Мері серйозно травмується. Після аварії Хілда Брайнт розпоряджається тимчасово припинити досліди із читання думок Острожного та дещо змінює напрямок своїх досліджень із керування людською психікою, практично переселюючись у підземелля Гленда. Тим часом Острожний виходить з лікарні, та продовжує дослідження в лабораторії на ранчо, проводячи подальші експерименти разом із японцем Тонако, і під час одного з них вони ледь не гинуть від кульової блискавки, яка раптово з'являється в лабораторії під час проходження хвилі гравіталу. Після цього в лабораторії пролунав вибух. після якого на її колишньому місці вчені та рятувальники знаходять велику кількість рубінів, які випромінюють радіацію. Проте вибух не зупинив радянського та японського вченого, і вони продовжують дослідження гравіталу, та мають намір провести ще один експеримент, аналогічний експерименту загиблого Макларена, проте вони розуміють, що їх відкриття може потрапити в першу чергу до рук військових, а зброя на основі енергії гравіталу може бути потужнішою ядерної. Хілда Брайнт тим часом продовжує вдосконалення своєї психотронної зброї в підземних володіннях Гленда, її розробками підтримує президент США, проте він не бажає ділити з нею владу над людьми. Острожний вирішує передати код збурення хвилі гравіталу американцям, оскільки він вважає, що відкриття його зробив Малькольн Макларен. Представники правлячих кіл США повідомляють Гленду, що Хілда Брайнт під його крилом створила центр розробки електронного рабства для людей, що може бути страшнішим атомної війни. Гленд вбиває Хілду, влаштувавши аварію в своєму підземному сховищі. Павло Острожний з Кукудзі Тонакою вирішують влаштувати експеримент із збурення, а потім приборкання хвилі гравіталу у відкритому морі, неподалік Бермудського трикутника. Під час експерименту в морі виникла неочікувано велика хвиля, якої боїться навіть Тонако, проте Павло Острожний сміливо зустрічає хвилю гравіталу, щоб зупинити її, на чому й закінчується роман.